# Štitkovo
Štitkovo (en serbe cyrillique : Штитково) est un village de Serbie situé dans la municipalité de Nova Varoš, district de Zlatibor. Au recensement de 2011, il comptait 103 habitants.
Štitkovo est un ethno-village qui conserve des maisons de la seconde moitié du XIXe siècle, typiques de la région de Stari Vlah et placées sous la protection de l'État.

## Démographie
| 1948 | 1953 | 1961 | 1971 | 1981 | 1991 | 2002 | 2011 |
| ---- | ---- | ---- | ---- | ---- | ---- | ---- | ---- |
| 404  | 423  | 380  | 312  | 238  | 172  | 130  | 103  |

|  |